# Nettavisen
Nettavisen ist eine norwegische Online-Zeitung, die 1996 ins Leben gerufen wurde. Herausgeber ist Gunnar Stavrum. Im April 2018 hatte die Seite den Alexa-Rang 28 in Norwegen.

## Geschichte
Nettavisen wurde am 1. November 1996 von Odd Harald Hauge, Stig Eide Sivertsen und Knut Ivar Skeid gegründet. Im Herbst 1999 erwarb das skandinavische Internetportal Spray Network, das ein Jahr später von Lycos Europe übernommen wurde, die Nettavisen für 180 Mio. NOK. Im Jahr 2000 haben die Gründer von Nettavisen mitgeholfen, die (inzwischen nicht mehr existierende) deutsche Schwester-Website Netzeitung zu veröffentlichen. 
Die TV 2 Gruppen haben die Nettavisen im Jahr 2003 gekauft und die Seite auf den Namen TV 2 Nettavisen getauft, der 2006 auf den Namen Nettavisen gekürzt wurde. TV 2 verkaufte das Unternehmen 2009 an seine eigenen Eigentümer, und das Media House Nettavisen war seitdem im Besitz von Amedia und Egmont Foundation.